# Bom Princípio do Piauí
Bom Princípio do Piauí é um município brasileiro do estado do Piauí. Localiza-se a uma latitude 03º11'27" sul e a uma longitude 41º38'39" oeste, estando a uma altitude de 70 metros. Sua população estimada em 2021 era de 5 670 habitantes.
Possui uma área de 523,142 km².
Elevado à categoria de município com a denominação de Bom princípio do Piauí, em 1962, desmembrado de Parnaíba. Em 1965, é extinto o município de Bom Princípio do Piauí, sendo seu território anexado ao município de Parnaíba, como simples distrito. Elevado novamente à categoria de município com a denominação de Bom Princípio do Piauí, em1992, desmembrado de Buriti dos Lopes, Luís Correa e Parnaíba.

## Localização
| Noroeste: Parnaíba e Luís Correia  | Norte: Luís Correia           | Nordeste: Luís Correia      |
| Oeste: Parnaíba e Buriti dos Lopes |                               | Leste: Luís Correia e Cocal |
| Sudoeste: Buriti dos Lopes         | Sul: Buriti dos Lopes e Cocal | Sudeste: Cocal              |